# Ouvrage de Chèvremont

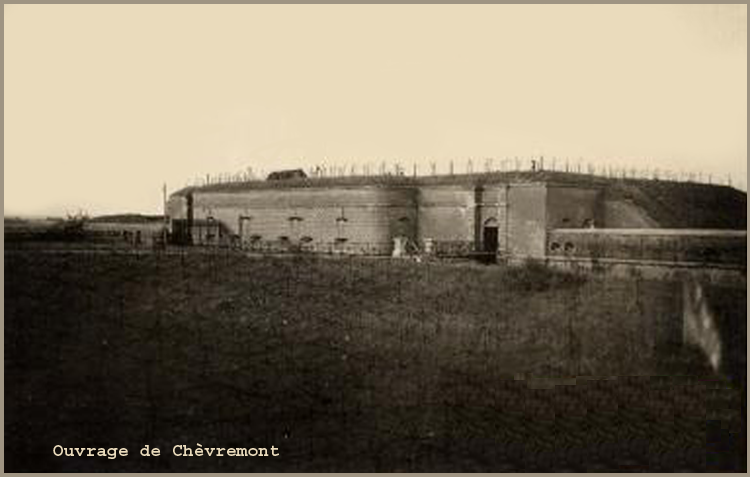
Chèvremont bei Beginn des Ersten Weltkrieges

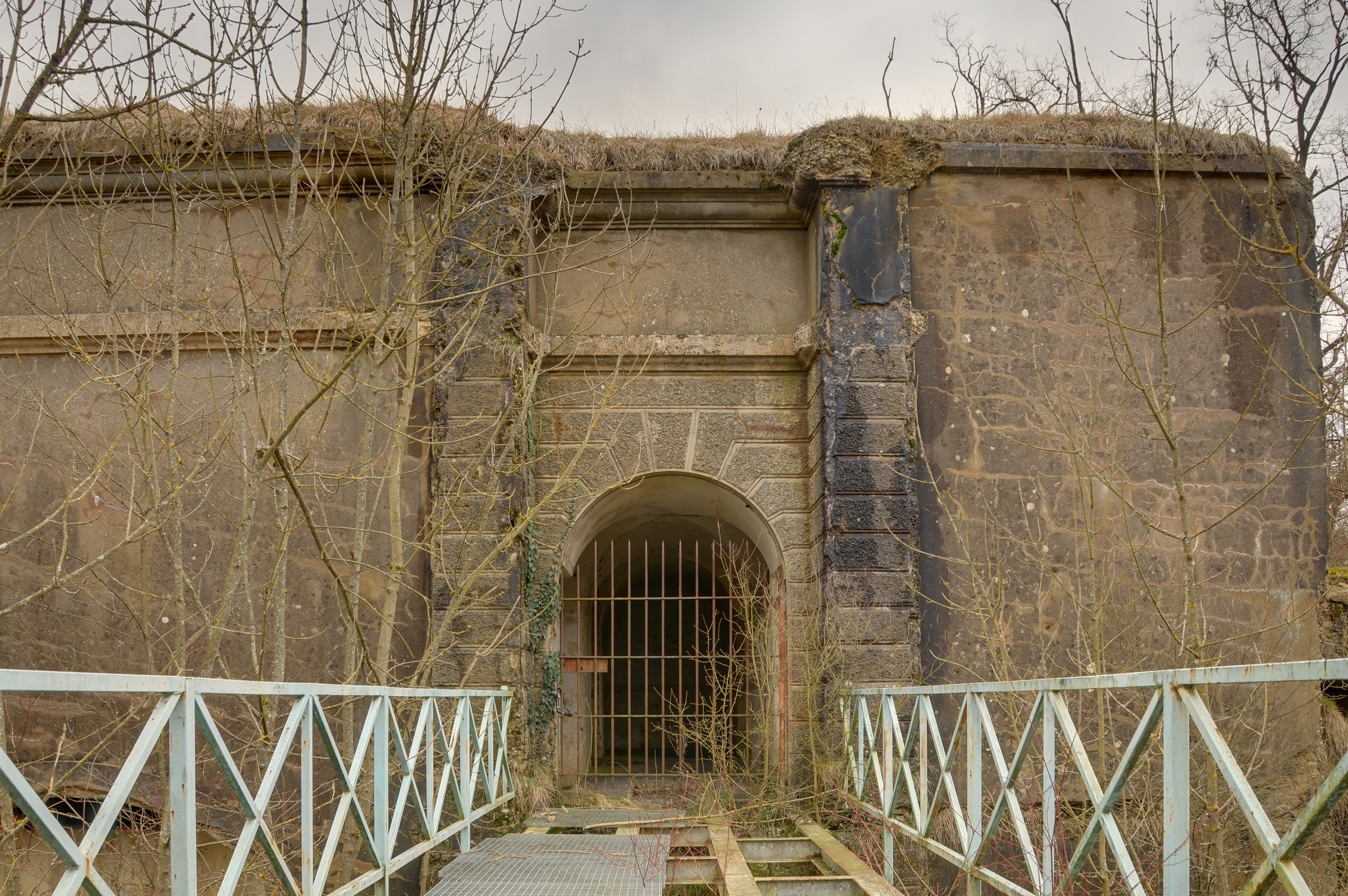
Rechter Zugang des Ouvrage de Chèvremont

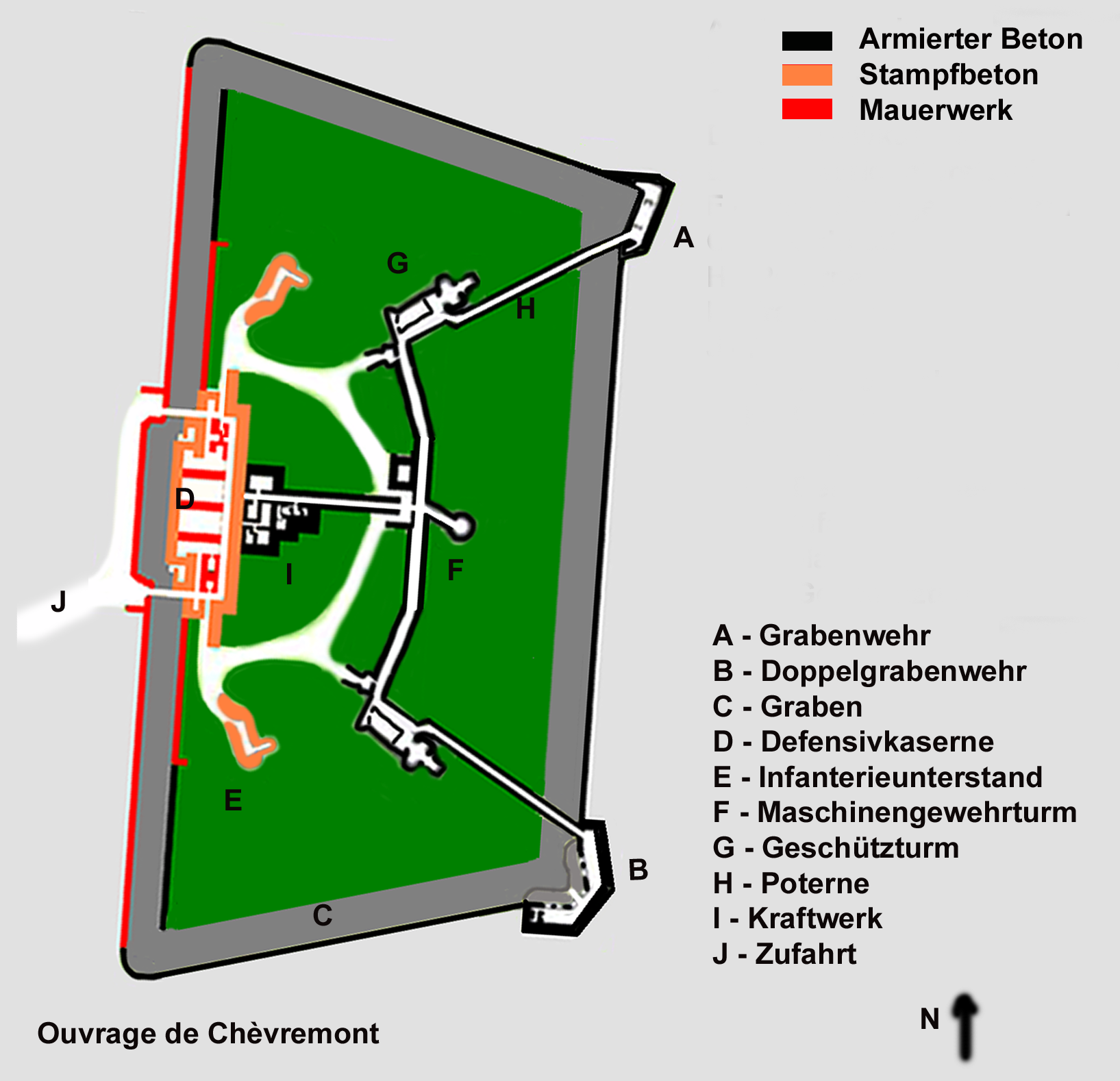
Plan der Ouvrage de Chèvremont

Das Ouvrage de Chèvremont war Teil der Festung Belfort.
Erbaut wurde es als Folge des verlorenen Krieges gegen Deutschland und den damit verbundenen deutschen Grenzverschiebungen nach Westen. Baubeginn war 1889, die Fertigstellung erfolgte bereits im Jahr darauf.

## Beschreibung
Es handelte sich dabei um einen Teil der östlichen Befestigung (Fortifications de l’Est) Frankreichs, gehörte als vorgeschobenes Zwischenwerk (Ouvrage) zum Typ „à cavalier“ und war Teil des Système Séré de Rivières. Angelegt wurde es auf dem Gelände einer ehemaligen Redoute der Festung Belfort und liegt in 390 Meter über NN östlich von Belfort auf dem Gebiet der Gemeinde Chèvremont. Es war den Forts des Hautes Perches und des Basses Perches vorgelagert und deckte den Raum zwischen den Forts de Vezelois und de Bessoncourt. Außerdem oblag ihm die Sicherung der Eisenbahnlinie von Mülhausen nach Belfort. Es war eines der moderneren Werke, die Kampfstände sind bereits ganz in armiertem Beton ausgeführt.

## Bauwerk
Das Fort hat die Form eines Trapezes, dessen (kürzere) Front nach Osten gerichtet ist. Ein trockener Graben umgibt die Anlage, dieser ist jedoch nur in der Kehle als vollständiger Graben ausgebildet und beidseitig in Mauerwerk bzw. Beton ausgeführt. In den Flanken und in der Front gibt es keine innere Grabenwand, die Böschung vom Verdeck läuft hier aus und endet an der Contreescarpe. In der Kehle befindet sich eine, aus Mauerquadern errichtete und teilweise mit Beton verstärkte Defensivkaserne, die in den Kehlgraben hineinragt und von der aus dieser verteidigt werden konnte. Links und rechts der Defensivkaserne war je ein Zugang über den Graben eingerichtet, von denen der linke jedoch bereits vor längerer Zeit verschlossen wurde. (Dazu wurden die gleichen Quadersteine benutzt wie sie bereits im Bauwerk selbst vorhanden sind, sodass eine Schließung des Zuganges bereits kurz nach Fertigstellung des Forts erfolgt sein muss). Der rechte Zugang ist mit einer zweiteiligen Brücke ausgestattet. Im Graben steht ein Brückenpfeiler, zu diesem führt von der äußeren Grabenwand eine abwerfbare Brücke und von dort aus eine nach unten wegklappbare Zugbrücke zum eigentlichen Tor. Auf der äußeren Grabenwand steht noch der originale Zaun aus Metallstäben. Die Grabenmauern bestehen aus Steinquadern, wobei auf die innere Grabenmauer (in der Kehle) halbwegs zum Schulterpunkt der Flanke eine Schutzmauer aus Beton aufgesetzt ist. Diese diente dazu, die Wallstraßen zu den Infanteriestützpunkten gegen rückwärtigen Beschuss zu decken. Im Anschluss und vor der Defensivkaserne liegt das E-Werk zur Stromversorgung. Von diesem aus führt eine Poterne zum gepanzerten Maschinengewehrstand und verzweigt von hier aus weiter zu den beiden Geschütztürmen. Von diesen aus wurden die Poternen weitergeführt und mündeten in der Doppelgrabenwehr im rechten Schulterpunkt der Front sowie in der einfachen Grabenwehr in der linken Schulter der Front. Die beiden Grabenwehren bestrichen somit die Front und die beiden Flanken des Forts.
Aus der Defensivkaserne führt jeweils links und rechts ein Ausgang auf die Wallstraße (rue de rempart) und zu den beiden betonierten Infanterieunterständen.
Da das Werk nicht zur ständigen Truppenunterbringung eingerichtet war, befand sich außerhalb der Anlage eine, (heute ruinöse) Friedenskaserne.
- Die Besatzung bestand im Sommer 1914 aus 287 Mann. Nach Kriegsbeginn wurden insgesamt 311 Schlafplätze und 17 Sitzplätze eingerichtet.
- Eine Bäckerei war nicht vorhanden, das Brot wurde aus dem Ort oder vom Fort de Bessoncourt bezogen.
- Im Fort befand sich ein Brunnen, sowie eine Zisterne mit einem Inhalt von 120,8 m³. Zur Friedenskaserne gehörte ein weiterer Brunnen.
- Zu keinem der Nachbarwerke bestand eine optische Verbindung (Lichtsignalstation).
- Alle Werke des Festungsrings konnten per elektrischem Telegraph erreicht werden.
- Ein Pulvermagazin war nicht vorhanden, jedoch ein Munitionslagerraum.

## Geplante Modernisierungen
- 1900:

Bau eine Munitionsmagazins. Bau eines gepanzerten Beobachtungsstandes (Observatoire cuirassé) und zweier  Panzertürme mit je einem Geschütz 75 mm. (Veranschlagte Kosten: 467.000 Goldfrancs)
- 1906:

Bau von zwei Maschinengewehrtürmen
- 1914:

Probeweise Einrichtung einer Bäckerei.

## Durchgeführte Modernisierungen

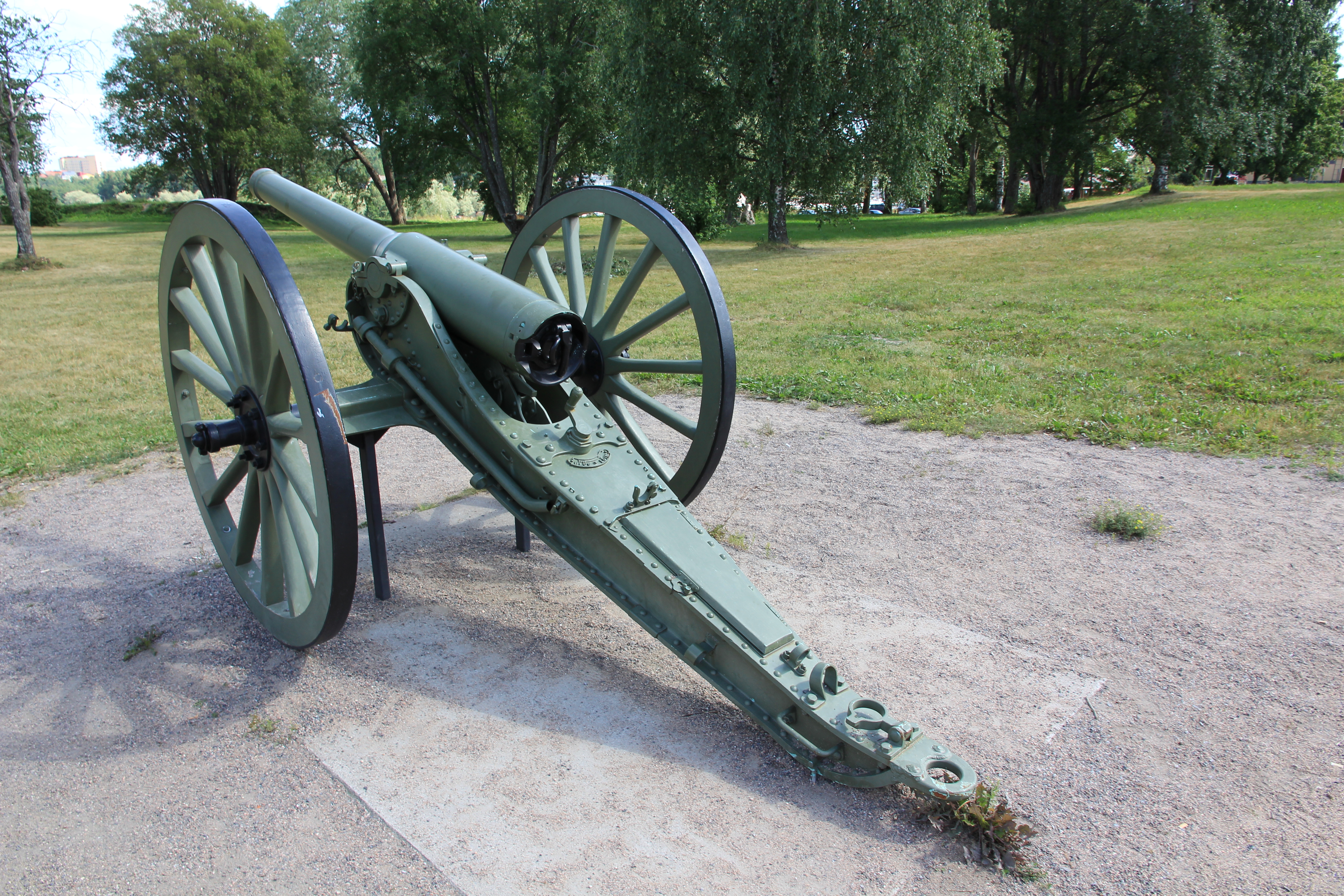
Canon de 90

- 1909–1912:

Bau der Poternen zu den Kampfständen, Bau der beiden Grabenwehren, Vergrößerung der Defensivkaserne und Bau eines Munitionsmagazins.
- 1909–1912:

Bau von drei gepanzerten Beobachtungsständen, der beiden Geschützpanzertürme 75R05 (je zwei Kanonen 75 mm) und des gepanzerten Maschinengewehrstandes. Die Geschütztürme waren am 18. Juni 1912 einsatzbereit.
- 1913–1914:

Anschluss an das Stromnetz, Installation von elektrischer Beleuchtung und elektrisch betriebener Ventilation der Kampfstände. Bau eines Kraftwerks, ausgestattet mit zwei Motoren und zwei Dynamos zur Stromerzeugung. Nach Kriegsbeginn wurden mehrere Schutzstollen in den gewachsenen Boden getrieben.

## Bewaffnung

### 1903
| Auf den Wällen                           | Unter Panzerschutz | Grabenwehren              |
| ---------------------------------------- | ------------------ | ------------------------- |
| 8 × Geschütze Canon de 90 mm modèle 1877 | 0                  | Gewehre und Mitrailleusen |

### 1906
| Auf den Wällen                    | Unter Panzerschutz | Grabenwehren              |
| --------------------------------- | ------------------ | ------------------------- |
| 8 × Geschütze 90 mm – Canon de 90 | 0                  | Gewehre und Mitrailleusen |

### 1908
| Auf den Wällen                    | Unter Panzerschutz | Grabenwehren              |
| --------------------------------- | ------------------ | ------------------------- |
| 8 × Geschütze 90 mm – Canon de 90 | 0                  | Gewehre und Mitrailleusen |

### 1912
| Auf den Wällen                                 | Unter Panzerschutz                                                            | Grabenwehren                                                                    |
| ---------------------------------------------- | ----------------------------------------------------------------------------- | ------------------------------------------------------------------------------- |
| 2 × Geschütze 90 mm – Canon de 90 (in Reserve) | 3 × Beobachtungstürme 2 × Tourelle de 75 mm R modèle 1905 1 × Maschinengewehr | 1 × Canon revolver de 40 mm modèle 1879 3 Kanonen 120 mm – Canons de 12 culasse |

### 1914
| Auf den Wällen                                                      | Unter Panzerschutz                                                      | Grabenwehren |
| ------------------------------------------------------------------- | ----------------------------------------------------------------------- | --- |
| 4 × Geschütze 90 mm – Canon de 90 (in Reserve) 2 × Maschinengewehre | 3 × Beobachtungstürme 2 × Geschützpanzertürme 75R05 1 × Maschinengewehr | 3 × Canon revolver de 40 mm modèle 1879 2 × Canon revolver de 40 mm modèle 1879 3 Kanonen 120 mm – Canons de 12 culasse |

Während des Zweiten Weltkrieges wurden alle Stahlteile ausgebaut und der Verschrottung zugeführt.
Da das Fort in keine Kampfhandlungen verwickelt war, befindet es sich in einem relativ guten Zustand. Es wird von der französischen Armee für Ausbildungszwecke genutzt, ein Betreten ist nicht möglich.